# Fondation nationale des Peuples Indigènes
La Fondation nationale des (Peuples) Indigènes (en portugais brésilien : Fundação Nacional dos Povos Indígenas ; FUNAI) est un organisme public relevant du gouvernement fédéral brésilien chargé d'établir et d'appliquer la politique autochtone du Brésil en application de la constitution brésilienne de 1988. Elle s'appelait avant 1988 la Fondation nationale de l'Indien (Fundação Nacional do Índio), qui a remplacé le Service de protection des Indiens ou SPI (Serviço de Proteção ao Índio) en 1961.
La forêt amazonienne offre des richesses naturelles abondantes et plusieurs occasions se présentent aux compagnies d'exploitation pour contribuer au développement économique du Brésil. Par contre, les peuples autochtones qui habitent ces terres se voient menacés de perdre leurs territoires, symbole unique de leur culture. La Fondation nationale de l'Indien est alors créée pour « protéger leur vie, leurs terres et leurs droits fondamentaux ».

## Ancêtre et création
La FUNAI est créée en 1967 en remplacement du Service de protection des Indiens (en portugais brésilien : Serviço de Proteção ao Índio ; SPI), lui-même créé en 1910. Il s'agissait alors du premier organisme créé dans l'objectif de protéger les indigènes, établi par Cândido Rondon (1865-1958). Contrairement à l'image qu'il projetait, le SPI avait comme objectif premier d'intégrer les peuples autochtones à la population brésilienne colonisée. Ainsi, cela enlevait tout droit aux indigènes de préserver leurs terres et leur culture. Cinquante-sept ans plus tard, en 1967, le rapport Figueiredo (en), porté sur la situation des autochtones, souligne et dénonce la corruption exercée par le SPI sur les peuples autochtones, une fois que la bureaucratie est intégrée à l'organisme. « Les dirigeants échappèrent à tout contrôle et ne fournirent ni soins, ni protection à ces groupes nouvellement contactés. ». Par exemple, un des objectifs du SPI était d'intégrer les autochtones à la vie de la société brésilienne. La stratégie employée fut de forcer les autochtones à quitter leurs terres, leurs cultures et leurs valeurs pour les assimiler.
À partir de 2018, sous le gouvernement de Jair Bolsonaro, la FUNAI est peu à peu « livrée aux militaires, aux grands propriétaires et aux évangéliques. »

## Responsabilités
La Fondation nationale des Peuples Indigènes est un organisme relevant du ministère de la Justice et de la Sécurité publique du gouvernement fédéral brésilien qui établit et applique la politique indigène du Brésil en application de la constitution brésilienne de 1988. La FUNAI a la responsabilité de promouvoir l'éducation de base aux indigènes, délimiter, sécuriser et protéger les terres que ceux-ci occupent traditionnellement, favoriser le développement d'études et d'informations sur les groupes indigènes. La fondation a la responsabilité de défendre les communautés indigènes, d'éveiller l'intérêt de la société nationale pour les indigènes et leurs causes, de gérer leur patrimoine et déclarer leurs terres, afin d'empêcher les actions prédatrices des garimpeiros, forestiers et autres acteurs sur les terres habitées par les peuples autochtones et qui représentent un risque pour la vie et la préservation de ces peuples. De plus, la FUNAI est formée d'une part pour tenter de rétablir la chute démographique dont les autochtones sont victimes. En effet, « seules 370 ethnies sont recensées par les anthropologues dans les années 2000, sur le millier que comptait l'Amazonie avant l'arrivée des Européens ». Cette donnée montre qu'une diminution considérable des populations autochtones s'est produite en 500 ans.

## Description chronologie

### Rapport Figueiredo
En 1967, le rapport Figueiredo (pt), visant à éclairer les rapports entre le SPI et les peuples autochtones brésiliens, est publié. L'auteur «[…] y révélait les massacres de masse, les actes de torture, l'esclavage, les abus sexuels et la spoliation de terres qui étaient perpétrés à l'encontre des indigènes du Brésil.» (FUNAI, [s.d.], web). À la suite de la publication du rapport, le gouvernement fédéral du Brésil, dirigé par Arthur da Costa e Silva, promulgue la Loi n ° 5371 du 5 décembre 1967, [qui] autoris[a] la création de la Fondation nationale de l'Indien. Ainsi, ce nouvel organisme aura pour fonction de procéder à « l'instauration de mécanismes efficaces de contrôle social et de la gestion participative, visant à protéger et promouvoir les droits des peuples autochtones ». La création du FUNAI permet au gouvernement de prendre conscience des conditions auxquelles sont confrontées les autochtones et en quoi leurs droits et libertés ne sont pas respectés.

### Unité de coordination générale des indigènes isolés
Ensuite, est fondée en 1987 par Sydney Possuelo, l'Unité de coordination générale des Indiens isolés (CGII) afin de contribuer au fonctionnement du FUNAI, 20 ans après la création de l'organisme. Il proposa d'établir des lois permettant de laisser les autochtones isolés de la civilisation pour les protéger, étant donné que leur rapport avec les hommes blancs leur apportait « que mort et maladies ».

## Conséquences

### Influence sur d'autres organismes
Il est possible de croire que la FUNAI en 1967 ait pu inspirer d'autres organisations à mettre en place d'organismes à vocation similaire afin de protéger d'autres peuples autochtones. Par exemple, le groupe Survival International France, qui a comme but premier de protéger les droits des indigènes qui se situent au Brésil. Contrairement au FUNAI, Survival n'accepte « ni subventions gouvernementales, ni fonds émanant d'entreprises susceptibles de violer les droits des peuples indigènes ».

### Constitution de la république fédérative du Brésil
La FUNAI a aussi influencé la place que le gouvernement accorde aux peuples de la forêt amazonienne dans la société brésilienne. La constitution de 1988 viendra établir des lois sur la préservation des territoires appartenant aux autochtones, leur culture, leur consentement pour la délimitation des territoires avec le Congrès national, les ressources naturelles leur appartenant et les déplacements des peuples autorisés avec certaines conditions, qui y sont déclarés. Le FUNAI travaillera en collaboration avec le parti juridique du gouvernement afin de veiller sur le respect des droits des indigènes. La section de la constitution traitant de ces droits se trouve au titre VIII, chapitre VIII, article 231, nommée Dos Indios.

#### La culture autochtone
Le premier paragraphe de l'article 231 traite du fait que l'organisation sociale, costumes, langues, croyances et traditions, ainsi que les droits originaires des indigènes sur les terres qu'ils occupent traditionnellement leur sont reconnus. Autrement dit, la constitution brésilienne reconnaît que la culture des indigènes leur appartient et les pratiques qu'ils exercent pour la faire vivre doivent être respectées.

#### Droit accordé aux autochtones
La justice doit venir établir le respect des lois telles que déclarées par le gouvernement en ce qui concerne le droit sur les terres des autochtones. Le deuxième paragraphe de l'article 231 établit que « les terres traditionnellement occupées par les indigènes sont destinées à être en leur possession permanente; l'usufruit exclusif des richesses du sol, des cours d'eau et lacs qui s'y trouvent leur appartient ». Cet extrait de la constitution promulgue l'appartenance des terres habitées par les autochtones aux peuples et défend toute volonté d'exploiter les richesses naturelles s'y trouvant par toute entreprise.
De plus, en lien avec la section II, l'article 67 Des dispositions transitoires établit que «le statut de l'Indien et la Constitution fédérale de 1988 ont stipulé un délai de cinq ans pour la démarcation de tous les territoires indigènes du pays ». Par contre, le délai de cinq ans n'a toujours pas été respecté. En effet, le président de la République, élu de 1995 à 2003, Fernando Enrique Cardoso, laisse de côté les objectifs fixés par la Constitution qui étaient de séparer les terres de la forêt amazonienne aux peuples autochtones. Le retardement serait expliqué par les raisons suivantes : « difficultés de communication avec les représentants indigènes, prise en compte des intérêts privés sur les terres indigènes et l'élaboration d'une politique indigéniste sans aucune concertation avec les propres intéressés ». Ces embûches compliquent la réalisation d'ententes entre les brésiliens et les peuples autochtones. La difficulté de communication dans cette situation risque de mener l'entente à une dissolution.

#### Consentement entre peuples et le Congrès national
Le troisième paragraphe de l'article 231 établit que l'utilisation des terres pour les minéraux et la recherche de ces derniers ne sont possibles qu'avec « l'autorisation du Congrès national et des collectivités concernées entendues ». Cela signifie donc que le Congrès national doit s'entendre avec les groupes autochtones pour prendre les décisions concernant l'exploitation des territoires de la forêt amazonienne habités par ces derniers. Par contre, « la terre indigène démarquée dépend encore de l'homologation, par le président de la République, qui a la fonction de réaliser un dernier contrôle de la légalité à l'intérieur du pouvoir exécutif ». Autrement dit, malgré les opinions des indigènes et du FUNAI, il en reste tout de même au président d'avoir le dernier mot sur les délimitations des territoires indigènes, même s'il n'y a pas de consensus.

#### Déplacement des peuples autochtones
Puis, le quatrième paragraphe de l'article 231 établit que « les terres visées au présent article sont inaliénables; les droits sur celles-ci sont imprescriptibles ». De plus, il est expliqué que s'il y a des risques de danger pour la santé des indigènes, le Congrès national peut exiger un déplacement mais « leur retour immédiat est garanti dès lors que cesse le risque ». Au cinquième paragraphe de l'article 231, l'extrait expose qu'« il est interdit de déplacer les groupes indigènes de leurs terres sauf en cas de catastrophe ou d'épidémie faisant courir des risques à leur population ou dans l'intérêt de la souveraineté nationale; en toute hypothèse, leur retour immédiat est garanti dès lors que cesse le risque ». Cette loi montre que les politiciens n'ont pas le pouvoir de décider si les groupes autochtones ont à être déplacés pour toute autre raison que s'il y a risque de santé pour ces derniers. Ainsi, si un projet d'exploitation des terres de l'Amazonie nécessite de déplacer des autochtones de leurs territoires, ils n'ont aucun droit d'y procéder.

#### Ressources naturelles
Finalement, le sixième paragraphe de l'article 231 affirme qu'aucun droit d'exploiter les ressources naturelles présentes sur les territoires des indigènes n'est attribué à qui que ce soit. De ce fait, même si un projet d'exploitation ne demande pas de d'intervenir dans l'emplacement des peuples sur leurs territoires mais affecte les terres leur appartenant, il doit être automatiquement refusé.

#### Exploitation de la forêt amazonienne
Par contre, malgré les efforts que la FUNAI fournit pour protéger les indigènes, des problèmes reliés à l'acquisition des terres de l'Amazonie sont toujours constatés. L'exploitation des ressources naturelles se déroule dans un contexte auquel le gouvernement brésilien doit faire face depuis le XXe siècle. « En Amérique latine, depuis 1974, un tiers des forêts tropicales a disparu, transformé en pâturages ». Menacés par les projets des compagnies locales et étrangères, les autochtones tiennent à conserver leurs territoires ancestraux comme il était prévu dans la constitution brésilienne. En effet, « là encore, on retrouve l'affrontement entre deux mondes, l'un purement économique voulant intégrer l'agriculture dans le processus de modernisation et les autochtones dans la construction d'une unité nationale déficiente, l'autre soucieux de préserver son identité dans un système interethnique spécifique, ultime rempart à son acculturation ».

## Controverses
Le 22 avril 2020, la FUNAI publie l'Instrução Normativa (IN) nº 9/2020, qui bouleverse une grande partie de la politique indigène existante du pays en modifiant le mode de fonctionnement de la « Déclaration de reconnaissance des limites » de la FUNAI.
Ces changements sont liés aux modifications majeures de la politique foncière indigène du pays par le gouvernement de Jair Bolsonaro. Annoncées comme un grand pas en avant, les nouvelles règles sont accusées de faciliter le rachat de terres indigènes ancestrales non enregistrées par les accapareurs de terres, permettant ainsi leur utilisation par les bûcherons, les éleveurs de bétail, les producteurs de soja et d'autres étrangers.
Cette mesure ouvre 9,8 millions d'hectares (37 830 miles carrés) de terres à ces activités économiques et à d'autres, des terres qui ne sont toujours pas reconnues comme indigènes, comme l'exigeait la Constitution brésilienne de 1988. Les critiques craignent que ces vastes changements d'utilisation des terres ne dévastent la vie de milliers d'autochtones et n'entraînent une déforestation importante qui poussera la forêt amazonienne vers un point de basculement irréversible du changement climatique, en convertissant une grande partie de celle-ci en savane dégradée et en libérant des quantités massives de gaz à effet de serre qui déstabilisent le climat.